# Хусейн Рушді-паша
Хусейн Рушді-паша (араб. حسين رشدي باشا; 1863–1928) — єгипетський політичний діяч турецького походження, прем'єр-міністр Єгипту з 1914 до 1919 року.

## Кар'єра
Під тиском британської влади Рушді підписав рішення Ради міністрів, яким фактично оголосив війну центральним державам у Першій світовій війні. Був змушений піти у відставку через неспроможність подолати страйк державних службовців, які виступали за виведення з державних установ Єгипту британських охоронців і вартових.